# Museo del Juguete Antiguo México
El Museo del Juguete Antiguo México (MUJAM) es una asociación cultural que alberga primordialmente los juguetes más representativos de la cultura mexicana, con ejemplares que datan desde el siglo XIX hasta la década de 1980, aunque también posee piezas de otras partes del mundo. La colección fue iniciada por el arquitecto Roberto Shimizu y abrió sus puertas al público en abril de 2008. El recinto también realiza actividades culturales e imparte talleres interdisciplinarios en torno a las artes y humanidades. El objetivo del museo es rescatar el patrimonio cultural por medio de la preservación de los juguetes que dieron identidad a la cotidianidad de la niñez mexicana. Está ubicado en el #15 de la calle Dr. Olvera, en la Colonia Doctores de la Ciudad de México.

## Historia del proyecto
La colección del museo ha sido recopilada por el arquitecto y su familia alrededor del país y del mundo, además de recibir colaboraciones por parte de coleccionistas y otros beneficiarios. Comenzó durante la niñez del arquitecto en los años cincuenta, y se ha desarrollado hasta el día de hoy en la colonia Doctores, donde ha pasado toda su vida. Actualmente, el museo cuenta con más de 60 000 piezas en exposición, así como objetos de la vida cotidiana en México de los años 30 a 90 del siglo pasado.

## Exposiciones y ejemplares
El museo está dividido en nueve salas de exhibición, cuatro pisos y una terraza de arte urbano, entre las que se encuentran temáticas como la lucha libre, los juguetes antiguos y tradicionales, los juguetes de colección de la época industrial (como las muñecas de sololoy), barbies, carritos, robots, entre otros.